# Aristoteles und Phyllis

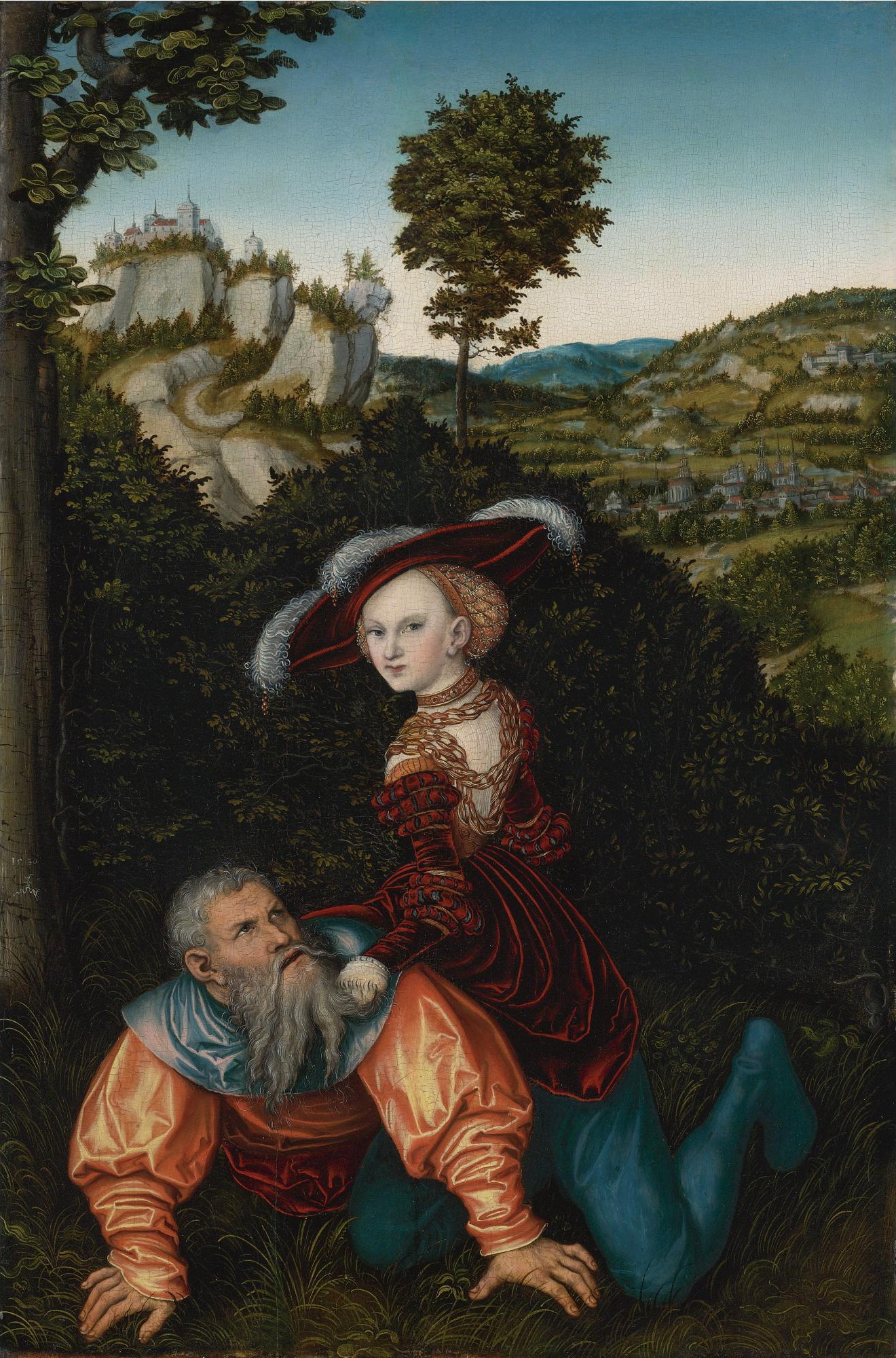
Lucas Cranach der Altere, 1530

Aristoteles und Phyllis ist eine mittelhochdeutsche Märe, die von einem unbekannten höfischen Dichter verfasst wurde. Dargestellt wird das Motiv des Weisen, der durch eine schöne Frau verführt, überlistet und bloßgestellt wird. Es sind zwei deutsche Fassungen bekannt, die so genannte Straßburger Fassung und die ältere Benediktbeurer Fassung. Diese war wahrscheinlich die Vorlage für die spätere Straßburger Fassung. „Aristoteles und Phyllis“ wurde in den Jahren zwischen 1260 und 1287 in dem Gebiet der oberrheinischen Städte Basel und Straßburg verfasst. Im Vergleich zu anderen Mären hat ihr Erzählstil romanhafte Züge. Die Verserzählung ist in drei Handschriften belegt, die nur noch teilweise erhalten sind. Der ursprüngliche Text umfasste zwischen 314 und 565 Verse. Die Märe ist stark von den Werken zeitgenössischer Dichter beeinflusst, so dass es an mehreren Stellen wörtliche Anklänge zu diesen gibt. In der Forschung gibt es bis heute Uneinigkeit über die Aussageabsicht der Verserzählung.

## Inhalt
Der mächtige makedonische König Philipp und seine schöne, edle Frau haben einen tugendhaften Sohn namens Alexander (VV. 1–37). Der König bestellt den weisen Aristoteles als Lehrmeister für den heranwachsenden Prinzen. Dieser soll Alexander auf seine zukünftigen Pflichten als Herrscher vorbereiten. Zunächst fällt es dem Jungen schwer zu lernen, jedoch wird er unter der Anleitung seines Lehrers zu einem fleißigen Schüler. (VV. 38-81) Dies ändert sich, als Alexander sich in die hübsche Phyllis verliebt. Sie ist ein Mädchen aus der Gefolgschaft der Königin und selbst von hoher Abstammung. Alexander ist so sehr in Liebe zu Phyllis entbrannt, dass er sich nicht mehr auf seinen Unterricht konzentrieren kann. Er besucht sie heimlich und schließlich verliebt sich auch Phyllis in Alexander. In der nächsten Zeit treffen die Liebenden sich so oft wie möglich heimlich in einem Garten (VV. 82-145). Aristoteles erkennt jedoch bald Alexanders Liebe zu Phyllis. Der Lehrer warnt den Prinzen vor der Liebe und bewacht ihn Tag und Nacht so gut er kann. Dies hält Alexander und Phyllis jedoch nicht von ihren Verabredungen ab. Aristoteles setzt daraufhin bei dem König durch, dass die Liebenden getrennt werden. Phyllis leugnet vor dem König ihre Beziehung mit Alexander. Die Königin schenkt Phyllis Glauben und bestreitet ihre Schuld. Alexander und Phyllis sind sehr traurig und leiden stark unter ihrer Trennung (VV. 146–208).
Durch ihren Liebeskummer wird Phyllis wütend auf Aristoteles. Sie fühlt sich ihrer Liebe durch den Alten bestohlen und will dafür Rache an ihm nehmen. Daraufhin schmückt sie sich mit einem leichten Kleid und einem Stirnreif aus Gold und Edelsteinen und beginnt Blumen vor Aristoteles Fenster zu pflücken (VV. 209-339). Dieser ist hingerissen von ihrer Lieblichkeit und bittet sie, die Nacht mit ihm für Geld zu verbringen (VV. 340-390). Sie geht zum Schein auf seine Bitte ein. Dann sieht Phyllis einen Sattel an der Wand und verlangt für ihre Liebe, dass sie Aristoteles satteln darf und wie auf einem Pferd von ihm durch den Garten getragen wird. Blind vor Liebe willigt Aristoteles ein. Phyllis schnallt ihm einen Sattel auf und reitet, ein Liebeslied singend, auf seinem Rücken durch den Garten (VV. 390-489). Dieses Schauspiel beobachten zufällig einige Hofdamen und die Königin. Phyllis beschimpft den liebestollen Alten und freut sich, dass ihre Rache gelungen ist. Sie zeigt damit, dass Aristoteles seinem eigenen Ideal nicht gerecht werden kann und sich ebenso wie Alexander in Phyllis verliebt. Daraufhin ist Aristoteles der Lächerlichkeit und der Schande preisgegeben und flieht. In einem fernen Land meditiert er über die Verderblichkeit der Weiberlist (VV. 490–554).
Die ältere Vorlage und das Märe teilen die wesentlichen Handlungsabläufe. Trotzdem zeigen die mittelalterlichen Fassungen unterschiedliche inhaltliche Akzentuierungen. Näheres unter: Fassungsunterschiede.

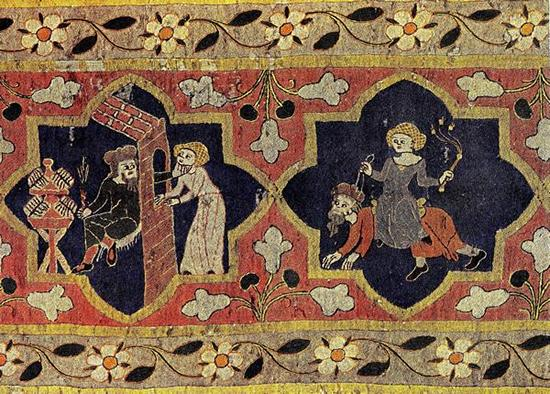
Abbildung des Motivs auf dem Maltererteppich

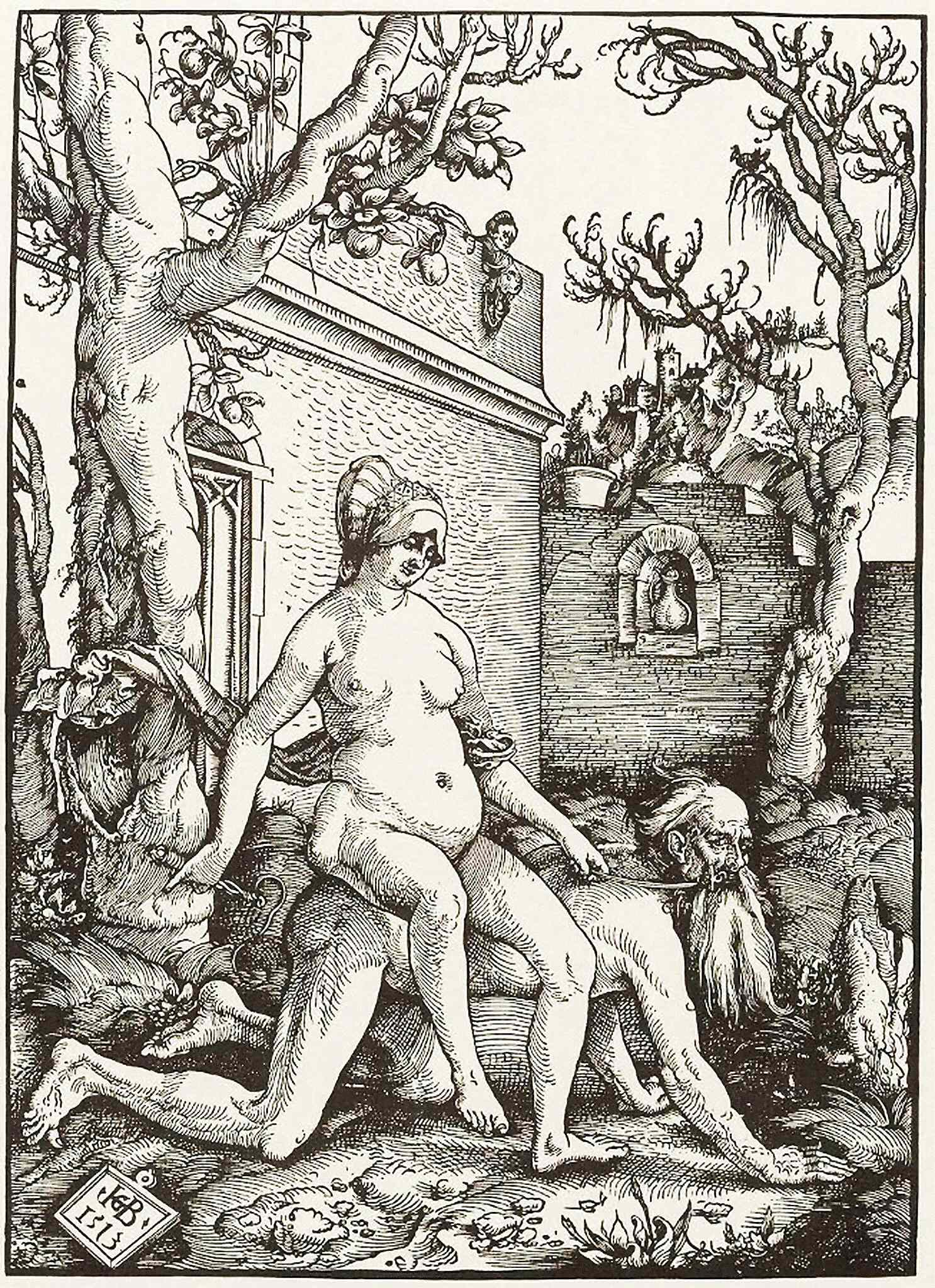
Der Holzschnitt „Weibermacht“(1513) von Hans Baldung Grien

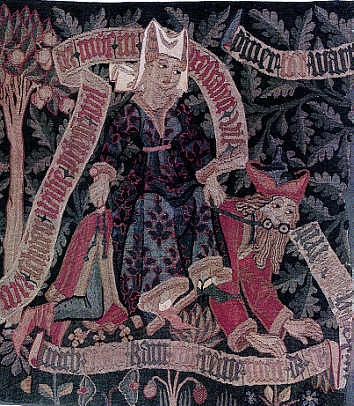
Ausschnitt eines Basler Wirkteppich aus den 1470er Jahren

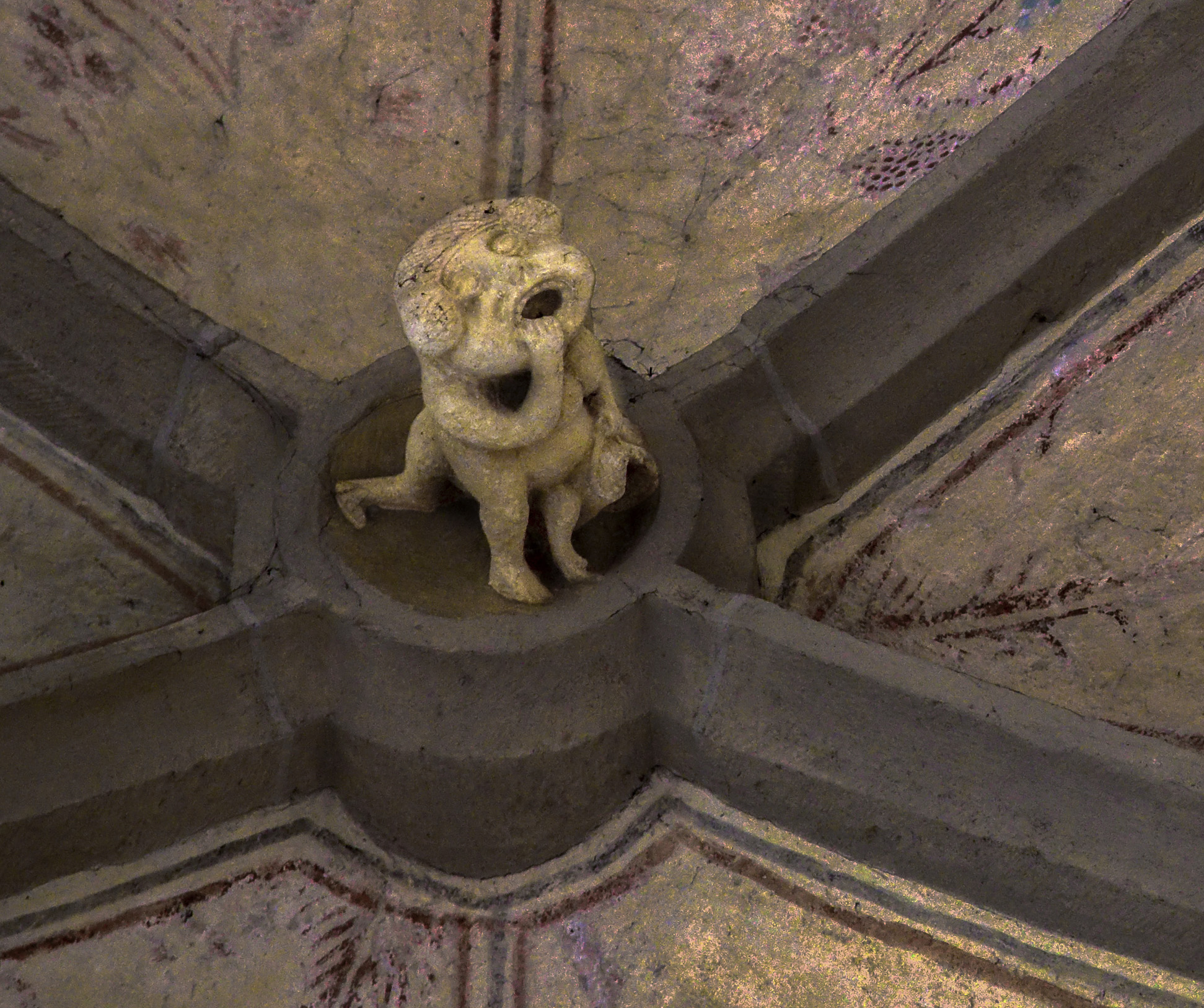
Schlussstein, Dorfkirche in Mesum vom Ende des 15. Jahrhunderts

## Motivik
Das Motiv des Vorführens und Demütigens des Weisen durch eine überlegene Frau ist schon seit dem 5. Jahrhundert in der Weltliteratur bekannt. So findet es sich schon in chinesischen, arabischen und persischen Erzählungen aus dieser Zeit. Beispiele sind die buddhistischen Erzählungen „Tripitaka“ aus dem Jahr 516 n. Chr. oder die persische Erzählung „Über die guten und schlechten Seiten der Dinge“ aus dem 9. Jahrhundert.
In Europa war dieses Motiv besonders vom 13. bis ins 16. Jahrhundert verbreitet. Es kam vermutlich zur Zeit der Kreuzzüge aus dem Orient nach Europa. Die Rolle des Weisen wurde jedoch erst in den abendländischen Erzählungen auf den Philosophen Aristoteles übertragen. Einige der zahlreichen Beispiele, in denen das Weiberlistmotiv literarisch ausgeführt wird, sind Hugo von Trimbergs „Der Renner“, Lamprecht von Regensburgs „Tochter Syon“, Heinrich von dem Türlins „Crône“, Hartmann von Aues „Erec“ oder Wolfram von Eschenbachs „Parzival“.
Neben den Textzeugnissen war dieses Motiv auch stark in den bildlichen Darstellungen des Spätmittelalters verbreitet. Abbildungen der Reiterszene sind auf Gegenständen des höfischen Alltags, wie beispielsweise auf Messergriffen, Kämmen oder Ofenkacheln nachgewiesen worden. Außerdem sind Skulpturen und Fassadenreliefs in verschiedenen Kirchen und Kathedralen dokumentiert. In der Kunst wurden vielfältige Gestaltungstechniken benutzt, um das Motiv darzustellen. Es sind neben Skulpturen und Fassadenreliefs beispielsweise auch Zeichnungen, Holzschnitte, Kupferstiche, Stickereien und Elfenbeinschnitzereien belegt. Konkrete Beispiele sind der Maltererteppich oder der Holzschnitt „Weibermacht“ aus dem Jahr 1513 von Hans Baldung Grien.
Es gibt verschiedene Erklärungsansätze zu der Beliebtheit dieses Motivs. Einerseits wird vermutet, dass die Darstellung als Warnung vor der Frauenlist an das Publikum appellieren sollte, und daher besonders im kirchlichen Kontext vertreten war. Dagegen spricht, dass viele der kirchlichen Abbildungen der Öffentlichkeit nicht zugänglich waren und ihre Lehre damit nicht nach außen drang. Aufgrund der oft privaten Darstellungsorte wird andererseits vermutet, dass dieses Motiv schlicht der Unterhaltung diente und daher oft aufgegriffen wurde.

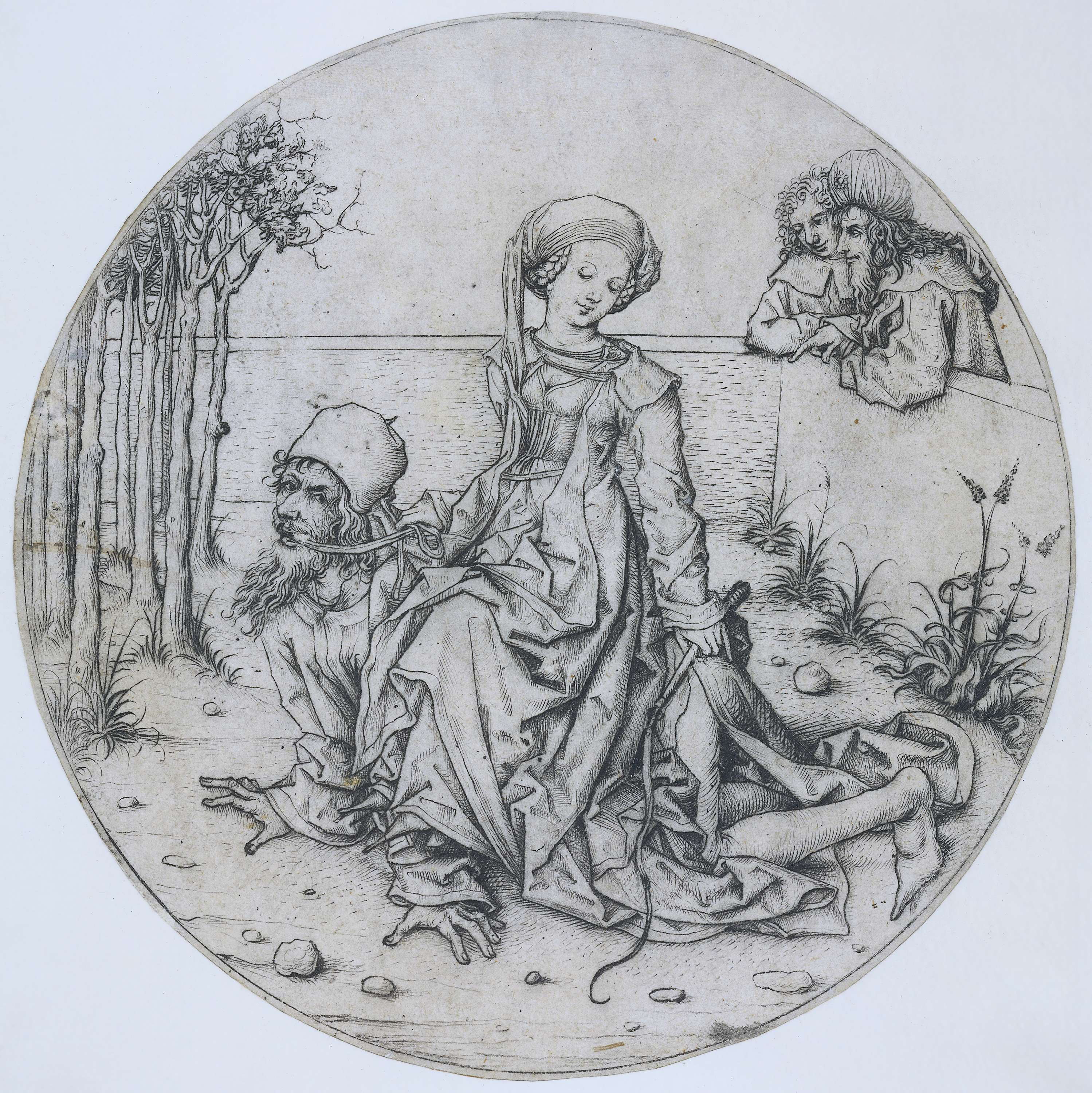
Aristoteles und Phyllis (Meister des Amsterdamer Kabinetts)

## Autor und Entstehung
Der Dichter, der die Verserzählung verfasste, ist namentlich nicht bekannt. Es ist jedoch sicher, dass er ein gebildeter Mann war, da er genaue Kenntnisse von den Schriften Gottfried von Straßburgs und Konrad von Würzburgs hatte und eine große sprachliche Gewandtheit besaß. Seine geografische Herkunft wird durch die niederalemannische Sprache in seiner Verserzählung auf das Gebiet um die oberrheinischen Städte Basel und Straßburg eingegrenzt. Aufgrund mehrerer wörtlicher Übereinstimmungen und Ähnlichkeiten zu Konrad von Würzburgs Werken „Herzmäre“, „Engelhard“ und „Trojanerkrieg“ gilt es heute als sicher, dass der namenlose Dichter diese Werke kannte und mit in seine Märe einfließen ließ. Dieser Umstand bietet einen Anhaltspunkt über die Lebensdaten des Dichters, da andere eingearbeitete Werke wie Gottfried von Straßburgs „Tristan“ deutlich älter sind. Konrad von Würzburg schrieb seine Erzählungen nach heutigem Wissen in der Zeit zwischen den Jahren 1260 und 1287. Es ist also anzunehmen, dass auch „Aristoteles und Phyllis“ am Ende des 13. Jahrhunderts entstand.

## Erzählstil
Im Vergleich zu anderen Mären des 13. Jahrhunderts wirkt „Aristoteles und Phyllis“ romanhafter. Dieser Eindruck entsteht einerseits durch die namentliche Vorstellung und Charakterbeschreibung der Personen. König Philipp wird beispielsweise sehr ausführlich als groß, machtvoll, freigiebig, ehrenhaft und fehlerlos beschrieben (VV1-9). Auch die Schönheit seiner Frau, sowie Alexanders Eigenschaften werden umfangreich beschrieben (VV. 13-35).
Andererseits entsteht das Romanhafte auch durch die weitreichende Ausarbeitung der Nebenszenen. Ein Beispiel für eine solche detaillierte Nebenszene ist das Gespräch König Philipps mit Aristoteles (VV. 40-67). Im Gegensatz zum Großteil der Verserzählungen ist das Publikum hier durch die genaue Wiedergabe der Worte sehr nah an der Handlung.
Zusätzlich ist dieses Märe von einer großen Detailliertheit in seinen Beschreibungen gekennzeichnet. Besonders Phyllis’ Kleidung und Erscheinung wird sehr ausführlich in über 60 Versen beschrieben (VV. 228-292).
Während die ältere Vorlage von „Aristoteles und Phyllis“ nur einen schlichten, reihenden Erzählstil aufweist, zeigt das Märe selbst eine elegante Ausdrucksweise.

## Überlieferung
Das Märe „Aristoteles und Phyllis“ ist in drei mittelalterlichen Handschriften überliefert worden. Zwei dieser Handschriften sind nicht mehr erhalten. Die Straßburger Fassung (Fassung S) umfasste 554 Verse und entstand in den Jahren um 1330–1350. Sie war Teil einer Straßburger Sammelhandschrift aus Pergament. Die Handschrift umfasste 80 Blätter und gehörte der Stadtbibliothek in Straßburg. Sie verbrannte bei einem Feuer während des Deutsch-Französischen Krieges 1870. Von der Straßburger Fassung ist nur noch ein Abdruck erhalten.
Die Regensburger Fassung (Fassung r) war 486 Verse lang und wird auf das 14. Jahrhundert datiert. Sie war Bestandteil einer 65-seitigen Handschrift aus Papier, die im Besitz der Jesuitenbibliothek in Regensburg war. Die Handschrift trug keine Signatur und ist seit der Schlacht bei Regensburg von 1809 verschollen.
Die jüngste und am wenigsten wertvolle Fassung ist die 565 Verse umfassende Karlsruher Fassung (Fassung k), die aus der Zeit zwischen 1430 und 1435 stammt und erhalten geblieben ist. Sie ist Teil des 191 Blätter umfassenden Codex Karlsruhe aus Papier und befindet sich in der Badischen Landesbibliothek.

## Literarische Vorlage
Auf der Suche nach der Vorlage für „Aristoteles und Phyllis“ wurde zuerst vermutet, dass das Märe eine Übernahme des um 1230 verfassten „Li Lais d’Aristôte“ (Lai d’Aristote) von Henri d’Andeli sei. Es stellte sich jedoch heraus, dass die altfranzösische Ausgabe viele Abweichungen von dem deutschen Märe aufzeigt. In der französischen Fassung ist Aristoteles der Anführer der Barone und Ritter Alexanders. Alexander zögert seinen Eroberungsfeldzug fortzuführen und verbringt seine ganze Zeit bei seiner Geliebten in Indien. Diese, von Aristoteles bedrohte, Geliebte verführt und reitet nun ebenfalls Aristoteles und macht ihn vor König und Hof lächerlich. Aufgrund der verschiedenen Rahmenhandlung und fehlender wörtlicher Ähnlichkeiten wird heute angenommen, dass nicht das Werk von Henri d’Andeli die Vorlage für das späteren deutschen Märe war, sondern die ältere, rheinfränkische Benediktbeurer Fassung. Diese ist heute nur noch fragmentarisch erhalten und war ursprünglich zwischen 314 und 368 Verse lang. Sie entstand um 1200 und ist damit die älteste europäische Fassung. Die Benediktbeurer Fassung weist alle wesentlichen Erzählzüge sowie wörtliche Übereinstimmungen mit der späteren Straßburger Fassung auf und erscheint damit überzeugend als Vorlage. Ein Beispiel für die wörtliche Nähe der beiden Fassungen verdeutlicht folgender Vergleich:
Straßburger Fassung
Mhd. „daz half alles nüt ein hâr“
Nhd. „das hat alles nicht das geringste genützt. “
Benediktbeurer Fassung
Mhd. „im kunnen sîne sinne niht behelfen umbe ein hâr“
Nhd. „Ihm vermochten seine Sinne nicht im geringsten zu helfen.“
Im folgenden Satz stimmen beide Fassungen komplett überein:
Mhd.„(der meister) krouch ûf allen vieren.“
Nhd.„der Meister kroch auf allen Vieren.“
Das Pergament der Benediktbeurer Fassung wurde erst in den Jahren 1964/65 bei der Restauration der Orgel der Klosterkirche von Benediktbeuern gefunden. Es wurde 1695 zum Abdichten der Orgelpfeifen verwendet.
Unbekannt bleibt, woher die Benediktbeurer Fassung den Erzählstoff hat. Es wird angenommen, dass es eine nicht erhaltene Vorstufe dieser Fassung gab oder dass der Stoff mündlich überliefert wurde.

## Fassungsunterschiede
Trotz der Übereinstimmung der wesentlichen Handlungsabläufe zeigen die beiden mittelalterlichen Fassungen unterschiedliche Akzentuierungen und Enden auf.

### Benediktbeurer Fassung
Die Benediktbeurer Fassung, die als Grundlage für das Märe diente, zeigt eine einseitige Erzählsicht, die die verderbliche Listigkeit der Frauen in den Mittelpunkt stellt. Dies wird an zwei Stellen besonders hervorgehoben:
Mittelhochdeutsch (VV. 300-304)
„Waz wîbe liste kunnen,

daz künde nieman gesagen.

Ein wîp kan ûf der verte jagen,

daz sich von ir listen

nieman kan gevristen.“
Neuhochdeutsche Übersetzung
„Was die Klugheit der Frauen erreichen kann,

das vermag niemand mit Worten auszudrücken.

Eine Frau kann ihre Fährte so verfolgen,

dass vor ihrer Gerissenheit

sich keiner sicher fühlen kann.“
Hier wird die Frau als Jägerin dargestellt, was die traditionelle Rollenverteilung umkehrt, in der die Frau als Beute von dem Mann gejagt wird.
Es wird außerdem die Machtlosigkeit der Männer umschrieben:
Mittelhochdeutsch (VV. 323-325)
„swie wîse er sî, swie lôs ein man,

von wîbes listen nieman kan

sîn gemüete enbinden (…)“
Neuhochdeutsche Übersetzung
„Wie klug und durchtrieben ein Mann auch immer sein mag,

von der Klugheit einer Frau

kann sich keiner befreien.“
Nach seiner Bloßstellung vor dem gesamten Hofstaat wird Aristoteles verbannt und mahnt das Publikum ausdrücklich, sich von den listigen Frauen fernzuhalten. Begründet wird diese Warnung mit Beispielen aus antiken oder biblischen Traditionen, in der Frauen Männer durch Verführung Unglück bringen. Genannt werden Adam, Samson, David und Salomo. Die Mittel, der sich die listigen Frauen bedienen, werden in dieser älteren Fassung jedoch anders umgesetzt als im späteren Märe. Dies kommt besonders bei der Motivation des Ritts zum Vorschein. Phyllis versucht hier nicht Aristoteles zu verführen, um ihre Rachepläne durchzuführen, sondern täuscht vor nicht gehen zu können. Phyllis muss sich hier also nicht mal ihrer Verführungskunst bedienen, sondern überlistet Aristoteles allein durch ihre Klugheit. Obwohl ihre Rache an Aristoteles zunächst vom Hof kritisiert wird, bleibt sie schließlich ihr Leben lang mit Alexander zusammen. Aristoteles selbst wird zum Mahnmal der weiblichen Durchtriebenheit.

### Straßburger Fassung
In der Märe aus dem 13. Jahrhundert steht nicht mehr die Warnung vor der Gerissenheit der Frauen, sondern das Recht der Liebe als zentrales Thema im Vordergrund. Dies wird besonders an einem Kommentar des Erzählers deutlich, in dem er Frauen nicht mehr grundsätzlich als bösartig und listig pauschalisiert, sondern auch zugesteht, dass es tadellose Frauen gibt:
Mittelhochdeutsch (VV. 453-464)
„diu wîp sint alle niht alsô.

wîp machent manic herze vrô,

daz in sorgen waere begraben.

wil ir ein teil niht êre haben

noch kiuschen sin, noch staeten muot,

daz schat den niht, die sind behout

und vrî vor aller messetât.

tûsent wîbe tugende hât

ein wîp. ob keiniu waere

boes und wandelbaere,

wâ solte man erkennen bî,

welhiu waere missewende vrî?“
Neuhochdeutsche Übersetzung
„Die Frauen sind nicht alle so (listig).

Frauen erfreuen viele Herzen,

die in Kummer vergraben waren.

Wenn ein Teil von ihnen kein ehrenhaftes Benehmen hat,

keine reine Gesinnung und kein standhaftes Gemüt,

dann sind die nicht betroffen,

die ohne jede Schandtat sind.

Die Tugenden von tausend Frauen besitzt

auch die Einzelne schon. Wenn es keine Frau geben würde,

die schlecht und tadelnswert wäre,

wie sollte man dann bemerken,

welche ohne Verfehlung sei?“
In diesem Textausschnitt kann man eine Weiterentwicklung des Märes in Abgrenzung zu seiner Vorlage erkennen. Während in der älteren Fassung Frauen als hinterlistig verallgemeinert wurden, wird hier genauer unterschieden.
Der schwankhaften Märe entsprechend, findet sich auch hier eine parteiische Erzählweise. Phyllis wird im Vergleich mit Aristoteles als überlegen dargestellt. Sie wird mit den positiven Charaktereigenschaften einer höfischen Dame „schoene und lobebaere“ und „von hoher künne“ als schön, lobenswert und von hoher Abstammung beschrieben. Die Aristoteles zugeschriebene Weisheit (V. 41) dagegen wird durch das Verdeutlichen der Undurchführbarkeit seiner Warnung ins Ironische gezogen. Nach Aristoteles’ Flucht kommen Alexander und Phyllis in dieser Fassung nicht mehr zusammen. Aristoteles schreibt auf der fernen Insel ein Buch über die Listigkeit der Frauen.

## Textübernahmen aus anderen Werken
Bemerkenswert an der Märe ist, dass die spätere Straßburger Fassung stark von Werken anderer mittelalterlicher Dichter geprägt ist. So zeigen sich an mehreren Stellen Anleihen aus Gottfrieds von Straßburgs „Tristan“-Roman und Konrads von Würzburgs „Herzmäre“. Es wurden beispielsweise vier längere Abschnitte wörtlich aus dem Tristan-Roman übernommen und geschickt in die Handlung der Märe eingefügt. Eine Stelle ist die Übernahme der Verse aus dem Tristan-Roman, in denen sich Blanscheflur in Riwalin verliebt:
Mittelhochdeutsch Aristoteles und Phyllis (VV. 207-216)
„si was mit dem selben schaden

durch in, als er durch sî, beladen.

diu gewaltige minne

diu was ouch in ir sinne

ein teil ze stürmische komen

und het ir mit gewalt benomen

ein teil ir besten mâze.

si was an ir gelâze

ir selben noch der werlte mite

nâch ir gewonlîchem site.“
Neuhochdeutsch Aristoteles und Phyllis (VV. 207-216)
„Durch ihn wurde ihr derselbe

Schaden auferlegt, wie ihm durch sie.

Die tiefgreifende Liebe

beherrschte auch ihr Gemüt

auf stürmische Weise

und hatte sie mit Gewalt

ihres sittlichen Benehmens beraubt.

Ihre Auffassung

ihr selbst und der Welt gegenüber

entsprach nicht der gewohnten Art.“
Mittelhochdeutsch Tristan (VV. 957-970)
„diu was ouch mit dem selben schaden

durch in als er durch sie beladen.

Diu gewaltaerinne minne

diu was ouch in ir sinne.

Ein teil ze sturmelîche komen

und haete ir mit gewalte genomen

den besten teil ir mâze.

Sine was an ir gelâzen

ir selber noch der werlt niht mitenâch ir gewonlîchem site.“
Neuhochdeutsch Tristan (VV. 957-970)
„Die war auch mit dem gleichen Schaden

durch ihn beladen, als er durch sie.

Die tiefgreifende Liebe

war auch in ihrem Gemüt.

Diese ist teilweise so stürmisch aufgetreten,

dass sie sie mit Gewalt

ihres sittlichen Benehmens beraubt hat.

Ihre Auffassung

ihr selbst und der Welt gegenüber

entsprach nicht mehr der gewohnten Art.“
An diesem Beispiel ist die Übernahme der Verse aus dem Tristan-Roman sehr gut zu erkennen. Der unbekannte Autor hat nur die Satzstellung leicht verändert und den Inhalt übernommen. Ähnliche Beispiele finden sich auch für Konrads „Herzmäre“:
Aristoteles und Phyllis Vers 203
Mhd. „diu sende jâmerunge vergienc ouch niht die junge.“
Nhd. „„er Sehnsuchtsschmerz war auch sehr andauernd.“
Herzmäre Vers 521
Mhd. „daz herze ir in dem lîbe spielt von sender jâmerunge.“
Nhd. „Das Herz brach ihr in ihrem Körper von sehnsuchtsvollem Schmerz.“
Angesichts dieser Anleihen scheint es sicher, dass sich der Dichter des Märes sehr gut mit den Werken seiner Zeitgenossen auskannte.
Darüber, welche Gründe der Dichter für seine Übernahmen hatte, kann nur spekuliert werden. In der Forschung wird allerdings überwiegend davon ausgegangen, dass der Dichter wollte, dass sein Publikum die übernommenen Textstellen als solche erkennt. Es wird vermutet, dass damit eine bestimmte erzählerische Wirkung, wie beispielsweise ein parodistischer Reiz, hervorgerufen werden sollte.

## Deutungsgeschichte
Besonders seit den 1970er Jahren hat es viele Interpretationsversuche des Märes „Aristoteles und Phyllis“ gegeben. Es fand, im Gegensatz zu anderen Mären, viel Beachtung in der Forschung. Dies ist vor allem auf die Unentschiedenheit der Verserzählung zurückzuführen. Die umstrittene Kernfrage der Forschung ist, ob das Märe ein Beispiel für eine Geschichte von unüberwindbarer Liebe oder eine Warnung vor der Verschlagenheit der Frauen darstellt. Ausschlaggebend für diese Frage ist die doppeldeutige Charakterisierung von Phyllis. Sie wird einerseits als „unschuldig“ und „die Liebliche“ mit den Worten „diu süeze reine“ und „diu minnecliche“ (VV. 375) beschrieben. Andererseits wird auch ihr Wille Aristoteles zu schaden hervorgehoben, als der Erzähler beschreibt:
Aristoteles und Phyllis (VV. 378-380)
Mhd.
„si kêrte darûf iren sin

wie si in geschante

daran sie gar genante;“
Nhd.
„Sie hatte sich vorgenommen,

ihm (Aristoteles) Schande zu bringen,

darauf war sie ganz begierig.“
Es ist nicht möglich, eine der beiden strittigen Positionen eindeutig als wahr oder falsch zu klassifizieren, da beide Ansätze aus dem Text gelesen werden können.
Einige der gängigsten Forschungsansätze sollen kurz skizziert werden:
Hellmut Rosenfeld beschäftigt sich in seinem in den 1970er Jahren erschienenen Aufsatz mit der damals neu entdeckten Benediktbeurer Fassung. Er macht Angaben zu dem Fundort, der Handschrift, der Datierung, der Lokalisierung, dem Vergleich zur Straßburger Fassung und zu anderen europäischen Fassungen, sowie zur literarischen Stellung. Er vertritt die Position, dass die ältere Fassung als Vorlage für die jüngere Straßburger Fassung diente und unterstreicht dieses durch das Aufzeigen wörtlicher Übereinstimmungen beider Fassungen. Nach Rosenfeld findet sich in beiden Fassungen hauptsächlich das Motiv der Weiberlist. Im Folgenden beschäftigt er sich mit der Frage, warum die Straßburger Fassung gegenüber ihrer Vorlage so stark verändert wurde. Als Antwort nennt er einerseits die Beeinflussung der Werke zeitgenössischer Autoren. Andererseits werde seiner Meinung nach die Blamage für Aristoteles in der Straßburger Fassung extra gemildert, da Aristoteles im 13. Jahrhundert zur Schullektüre geworden war. Aristoteles werde dadurch wieder rehabilitiert, dass die Liebenden in der Straßburger Fassung nicht mehr erneut zusammenkommen.
Burghart Wachinger sieht in seiner Untersuchung der Straßburger Fassung, unter dem Aspekt der Rezeption Gottfried von Straßburgs im 13. Jahrhundert, sogar noch eine deutliche Verschärfung der Warnung vor der Weiberlist. Er zeigt die intertextuellen Bezüge zu dem „Tristan“-Roman und wie zielsicher der unbekannte Autor des Märes diese in sein Werk eingebaut hat. Weiterhin stellt er die Frage, ob das damalige Publikum in der Lage war diese Textübernahmen zu erkennen. Er unterstreicht, dass die Wirkung des Märe schon damals, in Abhängigkeit von dem Wissen des Zuhörers, verschieden gewirkt haben muss.
Hedda Ragotzky hat in den 1990er Jahren einen neuen Interpretationsansatz hinzugefügt. Dieser geht im Gegensatz zu seinen Vorgängern nicht mehr davon aus, dass die Warnung vor den Frauen im Vordergrund steht, sondern die Macht der Liebe. Sie argumentiert, dass Phyllis nicht mehr ein abschreckendes Symbol der weiblichen Verführungskunst sei, sondern eine Kämpferin für die zu Unrecht verbotene Liebe. Dies führt sie vor allem auf die Verwendung der „Tristan“-Auszüge zurück. Durch Phyllis Rache würde der Liebe, die Aristoteles sich angemaßt hat zu unterdrücken, nur ihr Recht zukommen. Damit gibt Ragotzky dem Märe eine neue Sinnvariante.
Sie selbst drückt es folgendermaßen aus: „Durch die intertextuellen Verweise auf den Tristan-Roman ergibt sich eine Umdeutung des ursprünglichen „Weiberlist“ – Exempels zu einer Demonstration der unbesiegbaren Macht der höfischen Minne (…)“
Karin Cieslik hat 2006 den bisherigen Forschungsstand dargestellt. Ihrer Ansicht nach habe Hedda Ragotzky die überzeugendste Position, die auch am meisten einleuchte. Cieslik selbst stellt in ihrer Untersuchung, in der sie auf Ragotzky aufbaut, die widersprüchliche Darstellung von Phyllis, die sie als Hauptfigur sieht, in den Mittelpunkt ihrer Ausführungen. Die zentrale Frage der Forschung sei es, ob „Aristoteles und Phyllis“ von unbesiegbarer Liebe handele oder eine Erzählung über Weiberlist sei. Dies sei durch die Unentschiedenheit von Phyllis Charakter nicht eindeutig zu klären.

### Primärtext
- Jürgen Schulz-Grobert: Kleinere mittelhochdeutsche Verserzählungen. Reclam, Stuttgart 2006, ISBN 3-15-018431-2.
- Gottfried von Straßburg: Tristan. Band 1: Text, mittelhochdeutsch/neuhochdeutsch, Verse 1–9982. herausgegeben von Rüdiger Krohn. Reclam, Stuttgart 1986, ISBN 3-15-004471-5.
- Heinz Rölleke (Hrsg.): Heinrich von Kempten, Konrad von Würzburg. Mittelhochdeutsche Texte nach der Ausgabe von Edward Schröder. Reclam, Stuttgart 1968, ISBN 3-15-002855-8.

### Forschungsliteratur
- Marija Javor Briéski: Eine Warnung vor dominanten Frauen oder Bejahung der Sinnenlust? Zur Ambivalenz des „Aristoteles-und-Phyllis-Motivs“ als Tragezeichen im Spiegel deutscher Dichtungen des späten Mittelalters. In: Amsterdamer Beiträge zur älteren Germanistik. Band 59, 2004, S. 37–66.
- Karin Cieslik: Sinnkonstitution und Wissenstradierung im spätmittelalterlichen Märe: Aristoteles und Phyllis. In: Gudrun Marci-Boehncke, Jörg Riecke (Hrsg.): Von Mythen und Mären. Mittelalterliche Kulturgeschichte im Spiegel einer Wissenschaftler-Biographie. Olms, Hildesheim 2006, ISBN 3-487-13179-X, S. 173–189.
- Klaus Grubmüller: Novellistik des Mittelalters. Märendichtung (= Bibliothek des Mittelalters; Band 23). Deutscher Klassiker Verlag, Frankfurt a. M. 1996, S. 1185 ff. ISBN 3-618-66230-0.
- Cornelia Herrmann: Der gerittene Aristoteles. Das Bildmotiv des „gerittenen Aristoteles“ und seine Bedeutung für die Aufrechterhaltung der gesellschaftlichen Ordnung vom Beginn des 13. Jhs. bis um 1500. Centaurus-Verlagsgesellschaft, Pfaffenweiler 1991, S. 47 ff. ISBN 3-89085-583-0.
- Norbert Ott: Minne oder amor carnalis? Zur Funktion der Minnesklaven – Darstellung mittelalterlicher Kunst. In: Jeffrey Ashcroft, Dietrich Huschenbett, William Henry Jackson (Hrsg.): Die Liebe in der deutschen Literatur des Mittelalters. Niemeyer, Tübingen 1987, ISBN 3-484-10551-8, S. 107–125.
- Hedda Ragotzky: Der weise Aristoteles als Opfer weiblicher Verführungskunst. Zur literarischen Rezeption eines verbreiteten Exempels „verkehrter Welt“. In: Helga Sciurie, Hans-Jürgen Bachorski (Hrsg.): Eros – Macht – Askese. Geschlechterspannungen als Dialogstruktur in Kunst und Literatur. Wissenschaftlicher Verlag Trier (WVT), Trier 1996, ISBN 3-88476-132-3, S. 279–301.
- Hellmut Rosenfeld: Aristoteles und Phyllis. Eine neu aufgefundene Benediktbeurer Fassung um 1200. In: Zeitschrift für deutsche Philologie. Jg. 89 (1970), S. 321–336.
- Otto Springer: Ein unveröffentlichtes Spiel von Aristoteles und der Königin. In: Zeitschrift fur Deutsches Altertum und Deutsche Literatur, Jg. 111 (1982), S. 22–52.
- Burghart Wachinger: Zur Rezeption Gottfrieds von Straßburg im 13. Jahrhundert. In: Wolfgang Harms, Peter Johnson (Hrsg.): Deutsche Literatur des späten Mittelalters. Hamburger Kolloquium 1973. Erich Schmidt Verlag, Berlin 1973, ISBN 3-503-01213-3, S. 56–82.